# كمال الحديثي
كمال عبد الله زويد الحديثي (1939 - 12 فبراير 2018) شاعر وصحفي عراقي. ولد في قضاء حديثة من محافظة الأنبار. خرّيج قسم اللغة العربيّة من كليّة الآداب في جامعة بغداد عام 1960. عمل مدرّسًا مدة ثم انتقل إلى العمل الإعلامي محرّرًا في جريدة الثورة ثم نائبًا لرئيس تحريرها ثم مديرًا لمكتب الثقافة والإعلام العراقي. له دواوين شعرية عديدة. توفي في بغداد.

## سيرته
ولد كمال عبد الله زويد الحديثي عام 1939 في قضاء حديثة بمحافظة الأنبار. بعد أن اجتاز المرحلتين الابتدائية والثانوية التحق بقسم اللغة العربية بكلية الآداب – جامعة بغداد حيث تخرج منه في عام 1960. درّس اللغة العربية بين عامي 60-1963 في دار المعلمين الابتدائية وإعدادية الناصرية للبنين ودرَّسها بين عامي 63-1968 في متوسطة الصليخ وثانوية السويس. وتفرغ منذ عام 1968 محرراً في جريدة الثورة، ثم أصبح النائب الأول لرئيس التحرير بعد ذلك، ثم تفرغ مديراً لمكتب الثقافة والإعلام منذ بداية 1977 ، ومدرسة الإعداد الحزبي.

كان عضوا في المجلس الوطني في العراق لدورتين متتاليتين بين عامي 80-1988. كما نال شهادة تقدير 1984، ونوطي الاستحقاق العالي في الشعر والنثر.

توفي في بغداد في 12 فبراير 2018.

## مؤلفاته
من دواوينه الشعرية:
- أغاني الموسم الأخضر، 1979
- قصائدنا، 1980
- رثة على القادسيّة، 1981
- في دروس الخيل، 1983
- حصاد من أرض الطوفان، 1986
- هنا الفاو، 1988
- استراحة محارب، 1992
- تداعيات في زمن الحب 1992
- في البدء كان العراق 1994
- خوالج في نشيد العبور 1995
- نجوى محب 1996
- عهد 1997
- في الشموع الستين 2000
- تراتيل حب 2001

وله قصيدة منفردة نشرت في كراس بعنوان حصحص الحق 1981. من كتبه :
- إيران، النظام الجديد، القديم، 1981

## وصلات خارجية
- في موقع أرشيف المجلات و وصلة باسمه الكامل